# MIMO-OFDM
MIMO-OFDM (del inglés Multiple-input, multiple-output; orthogonal frequency-division multiplexing, esto es, 'múltiples entradas y múltiples salidas'; 'multiplexación por división de frecuencias ortogonales') es una norma de interfaz radioeléctrica que permite transmitir múltiples señales simultáneamente sobre un único medio de transmisión, como un cable o el aire. Cada señal viaja con su propio y único rango de frecuencia portadora, el cual es modulado por los datos (sean de texto, voz, vídeo, etc.).
OFDM distribuye el dato sobre un largo número de portadores que son espaciados en precisas frecuencias. Este espaciado provee la “ortogonalidad” en esta técnica evitando así que el demodulador vea frecuencias que no son las suyas. 
MIMO (múltiples entradas y múltiples salidas) es una técnica que emplea múltiples antenas tanto para la recepción como para la transmisión.

## Características
La multiplexación OFDM es muy robusta frente al multitrayecto, que es muy habitual en los canales de radiodifusión, frente a los desvanecimientos selectivos en frecuencia y frente a las interferencias de RF. Debido a sus características, las distintas señales con distintos retardos y amplitudes que llegan al receptor contribuyen positivamente a la recepción, por lo que existe la posibilidad de crear redes de radiodifusión de frecuencia única sin que existan problemas de interferencia. Los beneficios de OFDM son una eficiencia espectral alta, resistencia a interferencias de RF, y baja distorsión de multi-camino. Esto es útil porque en un escenario broadcasting terrestre hay canales multicamino (la señal transmitida llega al receptor de varios caminos y de diferentes distancias).
En OFDM las subportadoras usadas para transmitir son escogidas de modo que sean ortogonales entre sí (desfase de 90º entre señales de la misma frecuencia). Esto tiene una ventaja para realizar la modulación, que puede ser realizado por una simple Transformada Inversa de Fourier Discreta (IDFT) el cual puede ser implementado muy eficientemente mediante una Inverse Fast Fourier Transform (IFFT) en concordancia con el receptor solo se necesita una FFT para invertir esta operación, de acuerdo a la Transformada de Fourier la forma del pulso rectangular guiara a los espectros de las subportadoras del tipo sin (x)/x.
Como se infiere de la definición anterior, las diferentes subportadoras no están separadas en frecuencia, se superponen. Usando IFFT para la modulación, implícitamente se escoge las portadoras en tal manera que la frecuencia en la que se evalúa es la señal recibida, las demás son consideradas como cero. En orden para preservar esta ortogonalidad lo siguiente debe ser verdadero:
- El receptor y el transmisor deben estar perfectamente sincronizados. Esto significa que ambos deben asumir exactamente la misma frecuencia y la misma escala de tiempo para la transmisión.
- Los componentes análogos, parte del transmisor y receptor deben ser de muy alta calidad.
- No debería haber canales multicamino.

## MIMO-OFDM
Es una tecnología desarrollado por Iospan Wireless, que usa múltiples antenas para transmitir y recibir las señales de radio. MIMO-OFDM permitirá proveer servicios de acceso inalámbrico de banda-ancha que tienen funcionalidad sin línea de vista.
Especialmente MIMO-OFDM aprovecha las ventajas de las propiedades de entorno multicamino o multitrayecto usando antenas de estación base que no tienen línea de vista de acuerdo a Iospan.
En este entorno, las señales de radio rebotan en los edificios, árboles y otros objetos en el viaje entre las dos antenas. Este efecto rebote produce múltiples ecos o imágenes de la señal. Como resultado la señal original y cada eco llegan a la antena receptora con una pequeña diferencia de tiempo causando los ecos, degradando la calidad de señal.
El sistema MIMO usa múltiples antenas para simultáneamente transmitir datos, en pequeños pedazos hacia el receptor, el cual puede procesar el flujo de datos y poderlos reconstruir. Este proceso llamado multiplexación espacial, proporcionalmente incrementa la velocidad de transmisión por un factor igual al número de antenas de transmisión. 
VOFDM (Vector OFDM) usa el concepto de tecnología MIMO que está siendo desarrollado por CISCO.

WOFDM (Wideband OFDM) desarrollado por WI-LAN, desarrolla espacios suficiente entre canales que si algún error de frecuencia ocurre entre el transmisor y receptor no tiene efecto en su funcionamiento.

## Sistemas que usan la tecnología OFDM
Entre los sistemas que usan OFDM resaltan:
- La televisión digital terrestre
- La radio digital.
- La tecnología ADSL
- El protocolo de red de área local IEEE 802.11a/g.
- 3GPP release 8 y 9 conocido como LTE (Long Term Evolution) y release 10 ó LTE-Advanced.
- WiMAX.
- Telefonía móvil de última generación

- Datos: Q5988271